# Joseph Hill (Musiker)
Joseph Hill (* 22. Januar 1949 auf Jamaika; † 19. August 2006 in Berlin) war ein jamaikanischer Sänger, Gitarrist und Songschreiber der Reggaeband Culture.

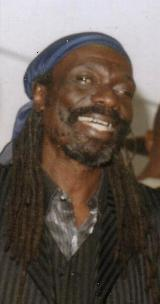
Joseph Hill, 2000

Joseph Hill, der seit den frühen 1970er Jahren als Percussionist mit den Soul Defenders im berühmten Studio One von Coxsone Dodd Studioerfahrungen gesammelt hatte, gründete 1976 die Reggaeband Culture. Unter Hill produzierte Culture insgesamt 30 Alben und die überwiegende Anzahl der Songs schrieb er selbst. International bekannt wurde er insbesondere durch das 1977 erschienene Album Two Sevens Clash, welches nicht zuletzt auch bei der aufkommenden Punkbewegung Spuren hinterließ.
Er starb am 19. August 2006 überraschend an einem Leberversagen in Berlin, während er mit seiner Band auf Europatournee war. Die Tour wurde zu seinen Ehren aber fortgesetzt, und seine Rolle übernahm Sohn Kenyatta.

## Alben
- (1977) Two Seven’s Clash
- (1978) African Stand Alone
- (1978) Harder Than The Rest
- (1978) Trod On
- (1978) Baldhead Bridge
- (1978) Culture In Dub
- (1979) Cumbolo
- (1979) More Innocent Blood
- (1979) International Herb
- (1980) Three Sides To My Story
- (1981) More Culture
- (1982) Lion Rock
- (1982) Roots & Culture (Culture & Don Carlos)
- (1986) Culture In Culture
- (1988) Culture At Work
- (1988) Nuff Crisis
- (1989) Good Things
- (1992) Wings of a Dove
- (1995) Production Something
- (1996) One Stone
- (1997) Stoned
- (1997) Trust Me
- (1998) Cultural Livity (Live)
- (2000) Humble African
- (2000) Payday
- (2000) Scientist Dub’s Culture
- (2002) Live In Africa
- (2002) Live in Negril
- (2003) The Healing Of The Nations
- (2003) World Peace (Letztes Album)
- (2007) Pass The Torch (mit und von Sohn "Kenyatta Hill")

## Kompilationen
- Culture And The Deejays At Joe Gibbs [Culture & Friends – 1977–79]
- Three The Hard Way [The Wailing Souls & The Meditations & Culture – 198X]
- Too Long In Slavery [197X]
- Vital Selection [1978–79]

## Auszeichnungen
- 2005 Culture Shock Bronze Medal Award
- 2005 Independence Award der jamaikanischen Regierung.